# Боливарианские игры 1947-48
2-е Боливарианские игры проходили с 25 декабря 1947 года по 8 января 1948 года в Лиме (Перу). В соревнованиях приняли участие 931 спортсмен из 6 стран. Первоначально церемония закрытия игр должна была состояться 6 января 1948 года. Однако, во время проведения игр, оргкомитет понял, что футбольные соревнования и некоторые другие события не могли быть закончены в срок, и постановили их продлить до 8 января. Игры были официально открыты президентом Перу Хосе Бустаманте и Риверо.

## Страны-участницы
| - Боливия (103) - Колумбия (180) | - Эквадор (78) - Панама (50) | - Перу (400) - Венесуэла (120) |

В скобках — количество участников от тои или иной страны на играх

## Виды спорта
- Водные виды спорта:
  -  Прыжки в воду
  -  Плавание
  -  Водное поло
- Лёгкая атлетика
- Бейсбол
- Баскетбол
- Бокс
- Бильярд
- Шахматы
- Велоспорт
- Конный спорт
- Фехтование
- Футбол
- Гольф
- Стрельба
- Теннис
- Волейбол
- Тяжёлая атлетика
- Борьба

## Итоги Игр
| Место | Страна    | Золото | Серебро | Бронза | Всего |
| 1     | Перу      | 65     | 52      | 43     | 160   |
| 2     | Панама    | 15     | 7       | 4      | 26    |
| 3     | Колумбия  | 13     | 18      | 17     | 48    |
| 4     | Боливия   | 9      | 13      | 10     | 32    |
| 5     | Венесуэла | 8      | 11      | 6      | 25    |
| 6     | Эквадор   | 5      | 6       | 18     | 29    |
| Всего | Всего     | 115    | 107     | 98     | 320   |